# Antonín Šonka
Antonín Šonka (25. února 1893 Dolní Heřmanice – 5. ledna 1943 Ichtershausen) byl československý legionář, odbojář v období druhé světové války a oběť nacismu.

## Život

### Před první světovou válkou
Antonín Šonka se narodil 25. února 1893 v Dolních Heřmanicích na Lanškrounsku. Vystudoval učitelský ústav a stal se pedagogem.

### První světová válka
Po vypuknutí první světové války byl Antonín Šonka povolán do c. a k. armády a odeslán v rámci pěšího pluku 29 bojovat na ruskou frontu, kde padl v hodnosti desátníka 30. srpna 1915 do zajetí. Zde se 21. června 1916 nejprve přihlásil do srbské dobrovolnické divize, se kterou se zúčastnil bojů v Dobrudži, a to jako Slovinec a s chybným datem narození, aby ochránil rodinu před perzekucí ze strany rakousko-uherských úřadů. Dne 24. srpna 1917 se pak přihlásil do Československých legií a zúčastnil se bitvy u Bachmače. Následně absolvoval sibiřskou anabázi a do Československa se vrátil v roce 1920 v hodnosti šikovatele.

### Mezi světovými válkami
Po návratu z legií nezůstal Antonín Šonka dál v armádní službě a vrátil se učitelství. V roce 1933 se oženil s Marií Šulovou, manželé se přestěhovali do České Třebové, kde Antonín Šonka působil na chlapecké obecné škole.

### Druhá světová válka
Po německé okupaci v březnu 1939 vstoupil Antonín Šonka do protinacistického odboje jako člen organizace Petiční výbor Věrni zůstaneme řízené poštmistrem Karlem Votroubkem. Soustřeďoval se na zpravodajskou činnost, distribuci nelegálních tiskovin, pomoc hledaným na útěku a získávání finančních prostředků pro potřeby odboje. Za svou činnost měl být 10. července 1941 společně s Karlem Votroubkem zatčen gestapem, ale podařilo se mu ukrýt na půdě. Z obavy o rodinu se ale následující den sám přihlásil na úřadovně pardubického gestapa. Vězněn byl na Pankráci a k výslechům převážen do Petschkova paláce. Dále byl držen v Drážďanech, Lipsku, Halle a durynském Ichtershausenu. Zde již dále nechtěl snášet věznění a brutální výslechy a dne 5. ledna 1943 spáchal sebevraždu.

## Posmrtná ocenění
- Antonínu Šonkovi byl v roce 1946 in memoriam udělen Československý válečný kříž 1939
- Antonínu Šonkovi byla ve vstupní hale základní školy Nádražní v České Třebové odhalena pamětní deska[1]